# Gazo
Gazo，本名Ibrahima Diakité，1994年8月5日出生于沙托鲁，是法国的一名男歌手。

## 生平
Gazo祖籍几内亚，出生于沙托鲁，后随同父母生活于巴黎郊区。11岁时，Gazo被被法院判送至寄宿家庭，他于15岁时停止学业。2017年，Gazo因盗窃罪两次被判监禁。2019年，Gazo首次开始进行音乐创作，他曾使用“Bramsou”作为化名并通过YouTube发布线上作品。2021年，Gazo发布了首张混音带专辑《Drill FR》。2024年4月，Gazo曾被邀请为巴黎奥运会火炬手。

## 作品风格
Gazo常被认为是法国Drill音乐之王，并因其浑厚的嗓音而受到关注。他的作品多与帮派生活、毒品等元素有关，代表作《Haine&Sex》、《Rappel》、《Die》等，其中《Die》在2022年7月发行后曾在法国音乐排行榜上连续五个月位居首位。

## 专辑
- Drill FR（法语：Drill FR）（2021年，混音带）
- KMT（法语：KMT (mixtape)）（2022年，混音带）
- La mélo est gangx（法语：La mélo est gangx）（2023年）
- Apocalypse（2024年）